# Haliplus mucronatus
Haliplus mucronatus é uma espécie de insetos coleópteros pertencente à família Haliplidae.
A autoridade científica da espécie é Stephens, tendo sido descrita no ano de 1828.
Trata-se de uma espécie presente no território português.